# Crossoptilon
Crossoptilon – rodzaj ptaków z podrodziny bażantów (Phasianinae) w rodzinie kurowatych (Phasianidae).

## Zasięg występowania
Rodzaj obejmuje gatunki występujące w Chinach i skrajnie północno-wschodnich Indiach.

## Morfologia
Długość ciała 75–100 cm (ogon 44,7–58,2 cm); masa ciała samców 1650–2750 g, samic 1400–2050 g.

## Systematyka

### Etymologia
Crossoptilon (Crossoptilum): gr. κροσσοι krossoi „frędzle”; πτιλον ptilon „pióro”.

### Podział systematyczny
Do rodzaju należą następujące gatunki:
- Crossoptilon crossoptilon – uszak biały
- Crossoptilon harmani – uszak popielaty
- Crossoptilon mantchuricum – uszak brunatny
- Crossoptilon auritum – uszak siwy